# Joseph G. Fucilla
Joseph Guerin Fucilla (Chicago, 14 de diciembre de 1897 - Evanston, Illinois, 22 de marzo de 1981), hispanista y lexicógrafo estadounidense.

## Biografía
Joseph Guerin Fucilla fue el mayor de siete hijos de Giovanni Fucilla y Maria Carmela De Marco. Estudió en la Universidad de Wisconsin y ejerció la enseñanza en el Iowa State College de Ames (1921-1923) y en la Universidad Butler de Indianápolis (1923-1928); se doctoró en Chicago en este último año y trabajó como profesor en el Departamento de Lenguas Románicas de la Northwestern University; titular en 1936, ejerció la docencia en esta universidad hasta su retiro en 1966. Fue profesor visitante en las universidades de Wisconsin en Madison, California (Santa Bárbara) y Colorado (Boulder).

## Obras
Uno de sus primeros trabajos fue Our italian surnames (Evanston, 1949), que demuestra sus conocimientos en Onomástica y genealogía. Elaboró un célebre Fucilla's Spanish Dictionary (Nueva York, 1961), que fue muy reimpreso y preparó y corrigió varias antologías de textos literarios españoles para estudiantes. Como traductor del italiano mostró una particular preferencia por el dramaturgo dieciochesco Pietro Metastasio. Estudió principalmente la huella italiana en las letras hispánicas y portuguesas. En 1953 publicó una colección de estudios en Madrid bajo el título Relaciones hispanoitalianas y ese mismo año unos más generales Studies and Notes (Literary and Historical) (Nápoles-Roma, 1953); en 1960 culminaron sus trabajos sobre la recepción del Petrarquismo con su famosos Estudios sobre el petrarquismo en España (Madrid: C.S.I.C, 1960); todavía alcanzó a publicar unos Superbi colli e altri saggi (Roma: Carucci, 1963). También editó, de Vicente García de la Huerta, la Raquel (Madrid: Anaya, 1965, reimpreso en Cátedra, 1981). Fue en su tiempo uno de los más acreditados comparativistas de la historia de las literaturas románicas.